# Route nationale 532
Pour les articles homonymes, voir Route nationale 532 (homonymie).
La route nationale 532, ou RN 532, ou encore N 532, est une route nationale française reliant Valence à l'autoroute A49 (à Bourg-de-Péage). Ce tronçon à 2×2 voies constitue une partie du périphérique valentinois et se trouve sur la route européenne 713.
À l'origine, cette route reliait le col des Baraques, à Saint-Julien-Vocance près de Saint-Bonnet-le-Froid, sur la RN 105 à Sassenage près de Grenoble, puis Saint-Péray à Grenoble. Ces sections ont été déclassées et reversées aux départements à l'exception de la section située entre Valence et Bourg-de-Péage (périphérique valentinois) avant l'autoroute A49.

## Historique
À sa création, la RN 532 reliait Saint-Bonnet-le-Froid (département de la Haute-Loire), sans entrer dans la commune proprement dite, ni son département ni sa région associés, à Sassenage (département de l'Isère) en traversant le nord du département de la Drôme. La réforme de 1972 entraîne son déclassement en RD 532 entre la RD 121 et Tournon-sur-Rhône et entre l'A 7 et Bourg-de-Péage mais sa renumérotation entre Tournon-sur-Rhône à l'A 7, en RN 95 (déclassée en RD 95 dans l'Ardèche et en RD 95N dans la Drôme en 2006).
Le nouveau tracé de la RN 532 a été défini de Saint-Péray à Grenoble, reprenant le tronçon de Saint-Péray à Valence de la RN 533, celui de Valence à Bourg-de-Péage de la RN 92, celui de Bourg-de-Péage à Saint-Just-de-Claix de la RN 531 et celui de Sassenage à Grenoble des RN 531 et 90D.

## Tracés

### Ancien tracé du col de Baraques à Sassenage
- Col des Baraques, commune de Saint-Pierre-sur-Doux D 532
- Lalouvesc
- Saint-Félicien
- Saint-Victor
- Tournon-sur-Rhône
- Tain-l'Hermitage
- Chanos-Curson
- Granges-les-Beaumont
- Romans-sur-Isère
- Bourg-de-Péage

Tronc commun avec la RN 531
- Saint-Just-de-Claix
- Saint-Romans
- Izeron
- Cognin-les-Gorges
- Rovon
- Saint-Quentin-sur-Isère
- Noyarey
- Sassenage

### Ancien tracé de Saint-Péray à Grenoble
- Saint-Péray
- Valence
- Saint-Marcel-lès-Valence
- Bourg-de-Péage
- Saint-Nazaire-en-Royans
- Saint-Just-de-Claix
- Saint-Romans
- Saint-Pierre-de-Chérennes
- Izeron
- Cognin-les-Gorges
- Rovon
- Saint-Quentin-sur-Isère
- Noyarey
- Sassenage
- Fontaine
- Seyssinet-Pariset
- Grenoble

### Périphérique de Valence

#### Sorties
- Échangeur entre N 7 et N 532 ( 35) : Valence-Les Couleures, Valence-Centre, Valence-Est
- 2 : Saint-Marcel-lès-Valence-Le Plovier
- Aire de repos des Fruitiers (sens  Valence - Grenoble)
- 3 : Saint-Marcel-lès-Valence-Est
- 4 : Gare Valence TGV – Rovaltain
- 5 : Alixan, Châteauneuf-sur-Isère
- Aires de service des Marlhes (sens Valence - Grenoble),  de Bayanne (sens Grenoble - Valence)
- 6 : Bourg-de-Péage, Romans-sur-Isère-Ouest, Crest, Chabeuil
- Devient l'autoroute A49